# 敖國琦
敖国琦（生卒年不詳），字慕韩，号浩然，贵州贵阳人。清朝文人。

## 生平
敖国琦於清宣宗道光二十七年（1847年）考中丁未科三甲五十二名进士。即用江南知县。余事不詳。